# Asztúriai és Leóni Szuverén Tanácsállam
Az Asztúriai és Leóni Szuverén Tanácsállam (spanyolul: Consejo Soberano de Asturias y León, asztúriai nyelven Conseyu Soberanu d'Asturies y Llión) el nem ismert állam volt a spanyol polgárháború alatt. 1936. szeptember 6-án hozták létre, kikiáltására 1937. augusztus 24-én került sor, 1937. október 20-án Francisco Franco seregei elfoglalták. Belarmino Tomás volt a köztársaság első és egyetlen elnöke.  Fővárosa Gijón volt.

## Története
A szervezet 1936. szeptember 6-án jött létre Asztúriában szocialisták, anarchisták és függetlenségpártiak részvételével. 1936. december 23-án a spanyol köztársasági kormány elismerte az asztúriai, aragóniai, leóni és a valenciai tanácsok működését, szövetségük megnyerése fejében. A függetlenséget  1937. augusztus 24-én kiáltották ki, miután Santander nacionalista kézre került, ezzel az asztúriai csapatok több száz kilométernyi távolságba kerültek a köztársasági csapatok bázisaitól. Az állam új vezetői ezzel a lépéssel együtt beléptek a háborúba a köztársaságiak pártján. Miután Franco megindította északi hadjáratát a tanács általános hadkötelezettséget vezetett be. Kapcsolatot csak a tengeren tudtak létrehozni más államokon keresztül a Valenciában tartózkodó köztársasági kormánnyal, mivel a nacionalista erők minden szárazföldi kapcsolatot megszüntettek. A kezdetektől fogva létszámhiánnyal küzdő hadsereg hősiesen tartotta vissza Franco csapatait, de 1937. október 20-án Gijón elesett, ezzel együtt megszűnt az asztúriai állam.

## Emlékezete
Gijón a mai napig büszke történelmére, ami közül a Franco-ellenes megmozdulások és a szuverén köztársaság emelkedik ki.

## Fordítás
Ez a szócikk részben vagy egészben  a   Sovereign Council of Asturias and León című angol Wikipédia-szócikk ezen változatának fordításán alapul.  Az eredeti cikk szerkesztőit annak laptörténete sorolja fel. Ez a jelzés csupán a megfogalmazás eredetét és a szerzői jogokat jelzi, nem szolgál a cikkben szereplő információk forrásmegjelöléseként.